# فايديموسا
بلدية فايديموسا (بالإسبانية: Valldemosa) هي بلدية تقع في منطقة جزر البليار شرق إسبانيا.

## الديموغرافيا
بلغ عدد سكان بلدية فايديموسا 2.007 نسمة عام 2011 (وفقاً للمعهد الوطني للإحصاء الإسباني).
| 1.511 | 1.651 | 1.830 | 1.910 | 1.976 | 1.995 | 2.007 |

## معرض صور

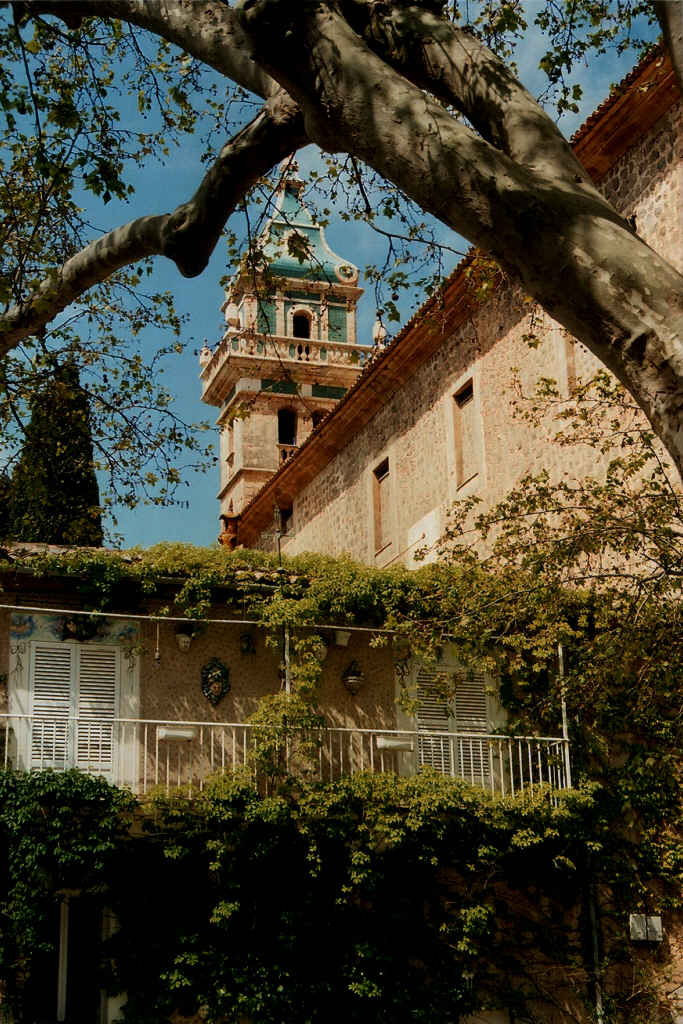
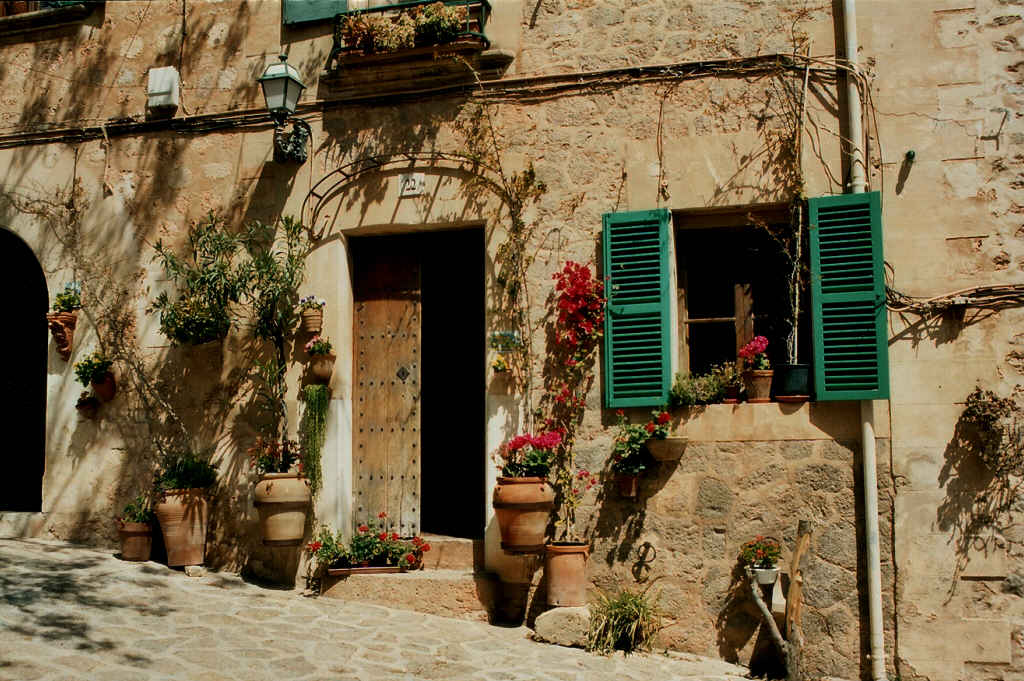
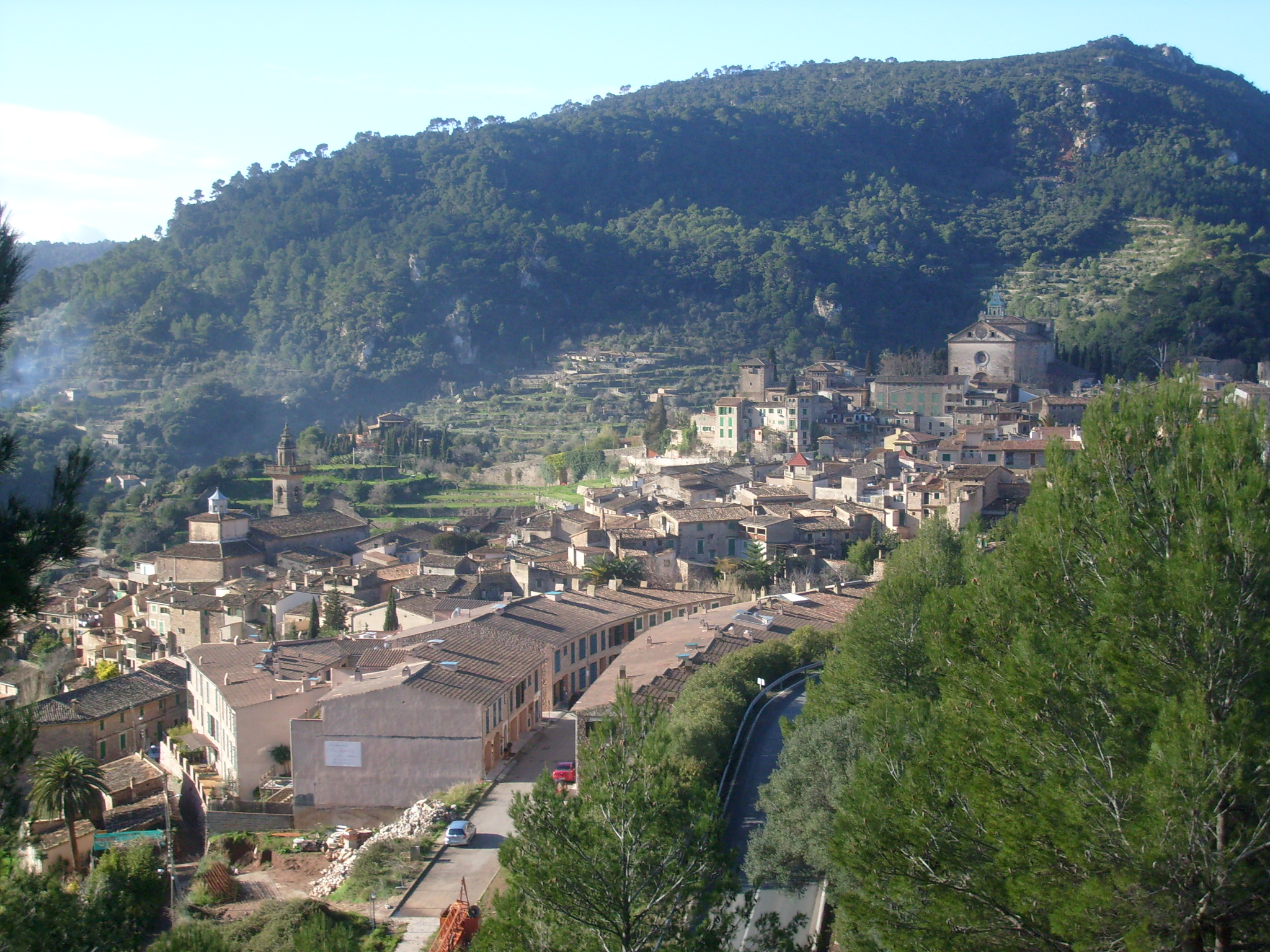
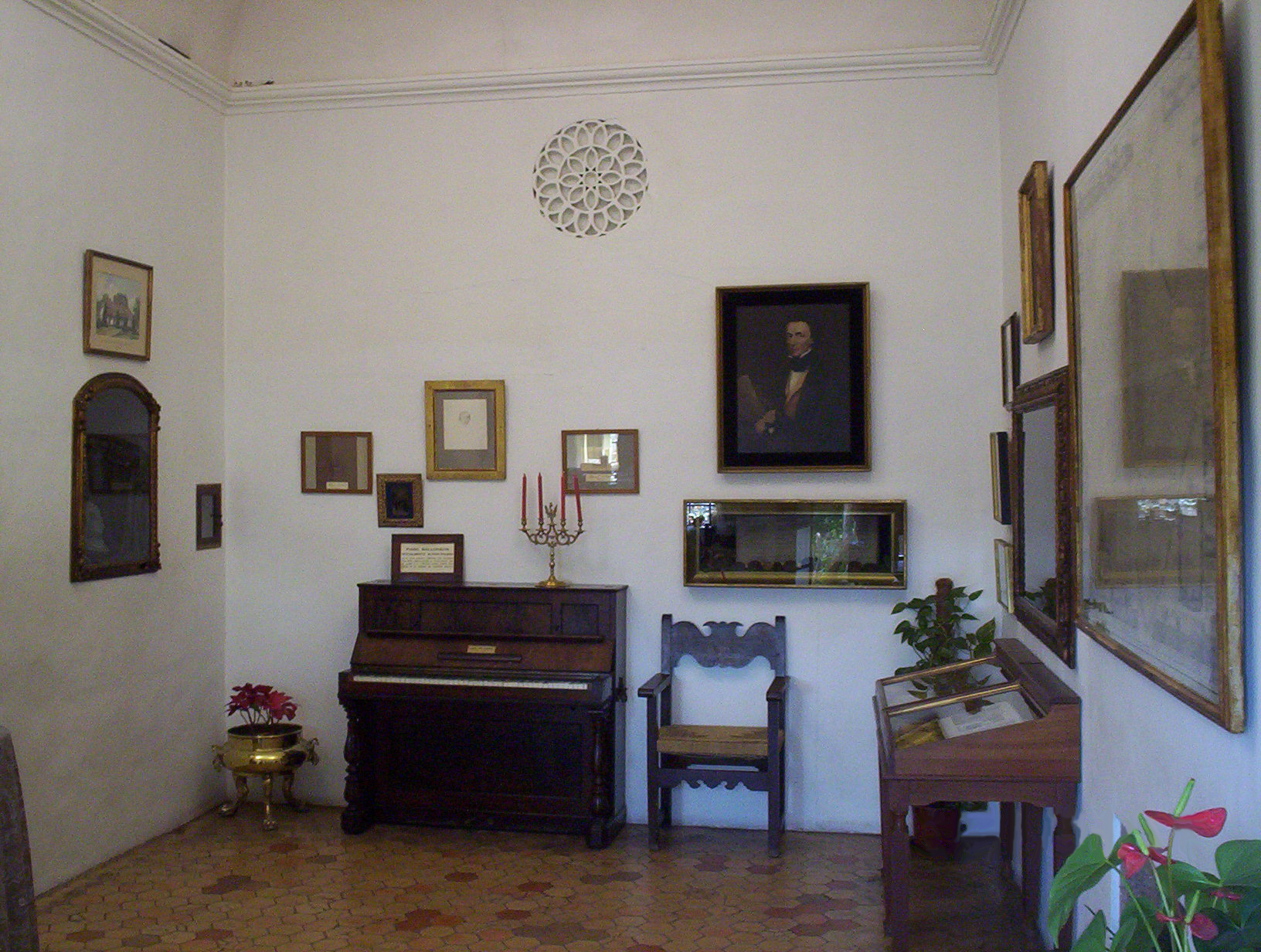